# Јелена Варјашки
Јелена Варјашки (Вршац, 1922 — Београд, 9. мај 1942) била је учесница Народноослободилачке борбе.

## Биографија
Рођена је у Вршцу 1922. године. Овде је завршила основну школу, након чега је уписала гимназију у Вршцу. Током школовања прикључила се омладинском револуционарном покрету, који је био врло развијен у гимназији. Недуго потом постала је члан Савеза комунистичке омладине (СКОЈ).
Била је одлична ученица и добијала награде за писмене саставе, као и прву награду на конкурсу на тему Какве би користи имало друштво од равноправне жене, коју је расписао Женски покрет у Вршцу. Након одласка Борислава Браце Петрова на студије, у лето 1940. постала је руководилац организације СКОЈ у гимназији. Такође, била је активна у Омладинској секцији Женског покрета.
Упркос томе што је била одлична ученица, била је избачена из гимназије, због говора који је одржала на сахрани једног ученика, који је припадао омладинском револуционарном покрету. Даље школовање наставила је у Панчеву, али су завршни разред и матура, њене генерације прекинути априла 1941. услед почетка Другог светског рата у Југославији.
Након окупације Југославије, 1941. Банат у коме је живела потпао је под специјалну управу немачког окупатора, а сву власт су имали домаћи Немци фолксдојчери. Само у Вршцу, они су тада чинили половину становништва. У току припрема оружаног устанка, активно је учествовала у организовању Народноослободилачког покрета (НОП), због чега је примљена у чланство Комунистичке партије Југославије (КПЈ). Потом јој је поврено да руководи организацијом СКОЈ у Вршцу. Активно је учествовала у раду партијске технике и у растурању пропагандног партијског материјала.
Након погибије секретара Окружног комитета КПЈ за јужни Банат Славка Мунћана, који је страдао 5. септембра 1941. у оружаном сукобу са агентима Гестапо, услед издаје покренута је опсежна полицијска акција хапшења активиста Народноослободилачког покрета. Међу вршачким антифашистима, ухапшеним 6. септембра 1941. налазила се и Јелена Варјашки. Ухапшена група одведена је најпре у логор Свилара у Панчеву, а одатле су потом пребачени у логор Бањица у Београду.
У „вршачкој групи”, како је у логору називана, група ухапшених вршачких антифашиста, налазио се између осталих Милан Јакшић (потомак Ђуре Јакшића), секретар Месног комитета КПЈ за Вршац и седам жена, заточених у соби број 13, познатој као „соба смрти” — Амалија Јакшић, Драгица Петров, Корнелија Анкуцић, Ковиљка Ивановић, сестре Иванка и Смиља Стојадинов и Јелена Варјашки. Децембра 1941. овој групи прикључена је и члан Месног и Среског комитета КПЈ за Панчево Олга Радишић Петров, супруга Браце Петрова, коју је у Баранди ухапсио лично Јурај Шпилер.
Жене из „вршачке групе” убијене су 9. маја 1942. у специјалном камиону-гасној комори званом „душегупка“. Истог дана убијено је укупно 220 заточеника логора Бањица, међу којима се налазило 25 Јеврејки са децом, породица апотекара Светолика Трајковића, као и више затовореница логора — из Вршца и Ужица.
Њено име у Вршцу носе једна улица и школа за основно и средње образовање.